# Бегучее Озеро
Бегучее Озеро — река в России, протекает по территории Кировского района Приморского края. Длина реки — 26 километров.
Начинается на южном склоне горы Снеговая Синего хребта под именем Каменушка на высоте около 580 метров над уровнем моря. От истока течёт на запад по лесистым склонам горы (основные древесные породу — кедр и берёза). Здесь справа в Каменушку впадает ручей Ушаков. Затем выходит на болотистую, частично мелиорированную равнину и направляется по ней на север мимо деревень Архангеловка и Преображенка. Вблизи последней принимает воды правых притоков — речек Преображенка и Длинный Яр. Устье находится в 539 километрах по правому берегу реки Уссури у островов Первого и Второго к востоку от районного центра.

## Данные водного реестра
По данным государственного водного реестра России относится к Амурскому бассейновому округу, водохозяйственный участок реки — Уссури от истока до впадения реки Большая Уссурка без реки Сунгача, речной подбассейн реки — Уссури (российская часть бассейна). Речной бассейн реки — Амур.
Код водного объекта — 20030700212118100054227.